# Mattias Tesfaye
Mattias Tesfaye, född 31 mars 1981 i Århus, är en dansk politiker för Socialdemokratiet. Sedan december 2022 är han barn- och utbildningsminister i regeringen Frederiksen II.
Han har tidigare varit Danmarks invandrings- och integrationsminister, och har företrätt Socialdemokratiet i Folketinget sedan valet 2015.  Från maj 2022 till december 2022 var han Danmarks justitieminister i Mette Fredriksens första regering.
Tesfaye var tidigare vice ordförande för Socialistisk Folkeparti, en post han valdes till i april 2012 och avgick från i december samma år. Dessförinnan, 2005–2008, var han med i Enhedslisten. Tesfayes politiska bana började i Danmarks Kommunistiske Parti Marxister-Leninister.

## Biografi
Mattias Tesfayes mor är undersköterskan Jytte Svensson. Hans far, Tesfaye Mamo, har flyktingbakgrund och föddes i Etiopien. 
Tesfaye började som murarlärling vid 16 års ålder på Tekniske Skole i Århus. Han fick sitt gesällbrev 2001 efter en lärlingstid på byggkoncernen Skanska. Hans politiska engagemang inleddes under grundskolan i samband med soparbetarkonflikten i Århus vintern 1995-1996. Han blev ordförande för murarlärlingarna i Århus under sin lärlingstid 1999–2002, och vidare styrelsemedlem i murarnas fackförening i Århus från 1999 till 2003, för att senare bli ordförande för 3F Ungdom.
Mattias Tesfaye har arbetat som ungdomsrådgivare åt det tidigare fackförbundet SiD (som uppgick i 3F 2005) med uppgiften att informera om arbetsvillkor i grundskolan och yrkesutbildningar. Han har även varit facklig sekreterare i 3F med ansvar för att organisera nya medlemmar och förhandla fram kollektivavtal och löneavtal med arbetsgivare i byggbranschen. 
Mattias Tesfaye bor på Vestegnen väster om Köpenhamn med sin fru och deras två barn.

## Författarskap
Mattias Tesfaye gav 2005 ut den skönlitterära romanen Livremmen. Han har även utgivit en rad debattböcker. Vi er ikke dyr, men vi er tyskere från 2010 handlar om lönedumpning. Kloge Hænder - et forsvar for håndværk og faglighed utkom 2013 och argumenterar för att praktisk kunskap felaktigt nedvärderas i det moderna samhället till förmån för ett uteslutande fokus på teoretisk kunskap. Velkommen Mustafa gavs ut 2017, och är en historisk studie om de danska socialdemokraternas invandringspolitik.